# メタルゲート

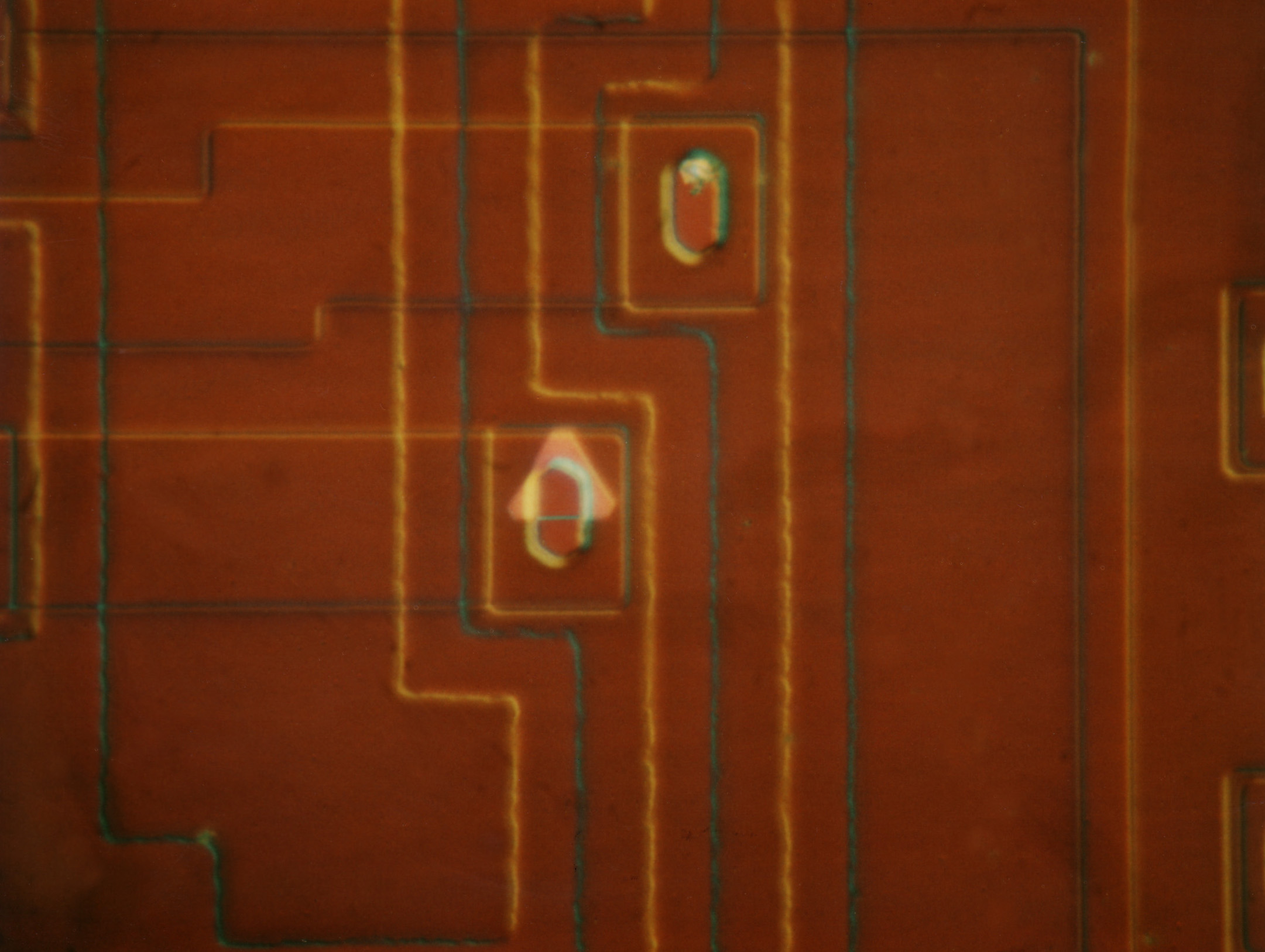
過度のアルミニウムのアニーリングによって< 1 1 1 >シリコンへアルミニウムが合金化した様子。様子を観察するためにアルミニウム層は化学エッチングによって除去してある。

メタルゲートとは、MOS構造における金属のゲート。

## ポリシリコン
MOS構造でのゲート材料として金属（一般的にはアルミニウムで、真空チャンバー中でウェハ表面に蒸着される）が用いられてきたが、1970年代後半、電気抵抗を下げるために高濃度にドナーやアクセプターをドープされたポリシリコンが、アルミニウムの代わりとして用いられた。
ポリシリコンは化学気相成長（CVD）で容易に堆積でき、その後のメタルが耐えられない高温の製造プロセスにも耐えられる（900–1000 °Cを超える）。
また金属（最も一般的にはアルミニウム – p型ドーパント）は熱アニールの間、シリコンへ分散（合金化）する傾向がある。
< 1 1 1 >結晶方位をもつシリコンウェハを用いた場合、アルミニウムとシリコン基板の合金化は、アルミニウムの下の拡散したFETのソースまたはドレイン領域と下にある基板への金属接合あたりとの間で短絡を作り、修復不可能な回路の故障を引き起こす。
このショートはシリコンウェハに向かって垂直に下に向いているピラミッド形のシリコン-アルミニウム合金によって作られる。シリコン上のアルミニウムのアニーリング温度の限界は、通常450 °Cのオーダーである。
またポリシリコンは、自己整合ゲートを簡単に作れることも魅力的である。自己整合ゲートでは、ソースとドレインのドーパント注入や拡散はゲートが作られた後に行われ、ずれの可能性がある付加的なリソグラフィー無しでチャネルをゲートに完全に合わせることができる。

## NMOSとCMOS
NMOSとPMOS技術において、ゲート構造に与えられる正の電圧は、正に帯電したゲートのすぐ下での正に帯電したナトリウム不純物をゲート絶縁膜に拡散させ、あまり正に帯電していないチャネル表面へ移動させ、正のナトリウム電荷がチャネル形成により大きな効果をもつ。よってNチャネルトランジスタの閾値電圧を低下させ、徐々に故障を引き起こす可能性がある。それまでのPMOS技術は、この効果に対して敏感ではなかった。なぜなら正に帯電したナトリウムは負に帯電したゲートに自然に引き付けられ、チャネルから離れ、閾値電圧のシフトを最小化したためである。（1970年代の）Nチャネル、金属ゲートプロセスは、その時代では達成が難しい非常に高い水準の清浄度（ナトリウムが無いこと）を必要とし、高い製造コストとなった。ポリシリコンゲートもこの現象に対して敏感だが、その後の高温プロセス（ゲッタリングと一般に呼ばれる）の間、少量のHClガスを流してナトリウムと反応させNaClを作り、ガス流でそれを取り除くことでナトリウムフリーなゲート構造を作り、信頼性を大きく高めた。しかし実用レベルでドープされたポリシリコンは、金属のようなゼロに近い電気抵抗が得られないためトランジスタのゲート容量を充電・放電するのに理想的ではなく、遅い回路となる。
45nmノードから、インテルが先駆けとなり高誘電率（High-k）材料の使用と一緒にメタルゲート技術が戻った。
メタルゲート電極の候補として、NMOSではTa、TaN、Nb（シングルメタルゲート）、PMOSではWN/RuO2（PMOSメタルゲートは通常2つの金属層から成る）がある。この場合、チャネルでのひずみ容量は（メタルゲートによって）良くなる。さらに（メタル内で電子の配列により）ゲートでの電流振動が小さくなる。